# Euro Transport Media
Die Euro Transport Media Verlags- und Veranstaltungsgesellschaft mbH (kurz: ETM Verlag; Eigenschreibweise: EuroTransportMedia) ist ein Gemeinschaftsunternehmen der Prüfgesellschaft Dekra, der Motor Presse Stuttgart und der Mainzer VF Verlagsgesellschaft. Der ETM Verlag wurde 1992 gegründet und hat seinen Sitz in Stuttgart. Der Verlag veröffentlicht 14 Fachzeitschriften, Sonderpublikationen und Kundenzeitschriften und betreibt die Online-Portale eurotransport.de und firmenauto.de sowie den WebTV-Kanal eurotransportTV. Im Mittelpunkt stehen gewerblich genutzte Fahrzeuge und alle Themen rund um die Transport- und Nutzfahrzeugbranche.

## Verlagsprodukte

### Printmedien
- trans aktuell: tatsächlich verbreitete Auflage: 37.200, davon Print-Auflage 20.000 (12 Ausgaben/Jahr) und 17.200 E-Paper (12 Ausgaben/Jahr)
- Fernfahrer: tatsächlich verbreitete Print-Auflage 18.500 (12 Ausgaben/Jahr)
- Werkstatt aktuell: tatsächlich verbreitete Print-Auflage 43.200, davon E-Paper 28.200 (4 Ausgaben/Jahr)

### Online-Portale
- www.eurotransport.de, 1.224.777 PI, 691.676 Visits[3] (IVW-geprüft; Monatsschnitt 12/2021)
- www.firmenauto.de,  847.380 PI, 121.444 Visits (IVW-geprüft; Monatsschnitt 12/2021)

### Web-Applikationen (Apps)
- Fernfahrer Truck Stops App: ca. 165.000 Downloads (Stand 01/2022)
- Fernfahrer Reporter App: ca. 12.500 Downloads (Stand 01/2022)

### Web-TV
- eurotransportTV richtet sich an Berufskraftfahrer, Transportunternehmen, Hersteller und Nutzfahrzeugfans.

### Jahres-Publikationen und Sondertitel
- IAA aktuell (2022)
- trans aktuell Spezial DEKRA 2023 (Betriebsstoff-Liste, Druckauflage: 30.000)
- Who is Who Nutzfahrzeuge (Auflage: 37.200, davon 17.200 als E-Paper)
- Who is Who Pkw (Druckauflage: 20.000)
- Alternative Antrieb Spezial (Auflage: 31.200, davon 17.200 als E-Paper)
- DEKRA Solutions (Druckauflage: 45.500)